# Richard S. Yeoman
Pour les articles homonymes, voir Yeoman (homonymie).
Richard Sperry Yeoman (né Richard S. Yeo ; 15 août 1904 - 9 novembre 1988) est un artiste commercial américain et un collectionneur de pièces de monnaie qui commercialise des tableaux de présentation de pièces de monnaie pour Whitman Publishing. Engagé par cette société en 1932, il redessine les tableaux en 1940 pour en faire le modèle pliable actuellement vendu.

## Jeunesse
Yeoman naît à Milwaukee le 15 août 1904. Il fréquente le lycée Riverside, dont il sort diplômé en 1922. Il passe plusieurs mois à travailler pour la Wisconsin Anti-Tuberculosis Association avant de s'inscrire à l'université du Wisconsin-Madison en 1923.

## Carrière
Il est surtout connu pour avoir compilé deux guides de prix des pièces de monnaie qui font autorité, A Handbook of United States Coins (également connu sous le nom de Blue Book, publié en 1942) et A Guide Book of United States Coins (ou Red Book ou The Official Red Book), publié pour la première fois en 1946. Yeoman écrit A Catalogue of Modern World Coins en 1957, également connu sous le nom de Brown book, où son système de numérotation Yeoman est largement accepté. Whitman achète les droits des Coins of the World Catalogues à la succession de Wayte Raymond. La taille de l'ouvrage atteignant une limite théorique, la série des monnaies étrangères est scindée en un second livre. Yeoman écrit Current Coins of the World, le deuxième ouvrage de cette série.
Il prend sa retraite en 1970 et son assistant, Kenneth Bressett, lui succède. Yeoman (avec Bressett) est toujours cité comme l'auteur de chaque édition des livres.
Il siège au conseil d'administration de l'American Numismatic Association de 1946 à 1951 et est membre de la commission d'analyse des États-Unis en 1964. Il est également président de la Racine Numismatic Society. Il cofonde les Numismatists of Wisconsin et est membre fondateur de la Numismatic Literary Guild, parmi les vingt organisations numismatiques dont il est membre.

## Retraite
Après sa retraite, Yeoman continue à se rendre à des conventions sur les pièces de monnaie, en particulier à l'American Numismatic Association National Money Show et à la World's Fair of Money.
Yeoman décède d'une attaque cérébrale alors qu'il conduit à Tucson, en Arizona, le 9 novembre 1988. Il est enterré au West Lawn Memorial Park à Mount Pleasant, dans le Wisconsin.

## Vie privée
Yeoman épouse Marion Junkerman en 1925. Ils ont eu une fille, Sharon (1930-2018).

## Distinctions
Yeoman reçoit le Farran Zerbe Memorial Award, la plus haute distinction décernée par l'American Numismatic Association, en 1956.